# 巴什科尔托斯坦共和国

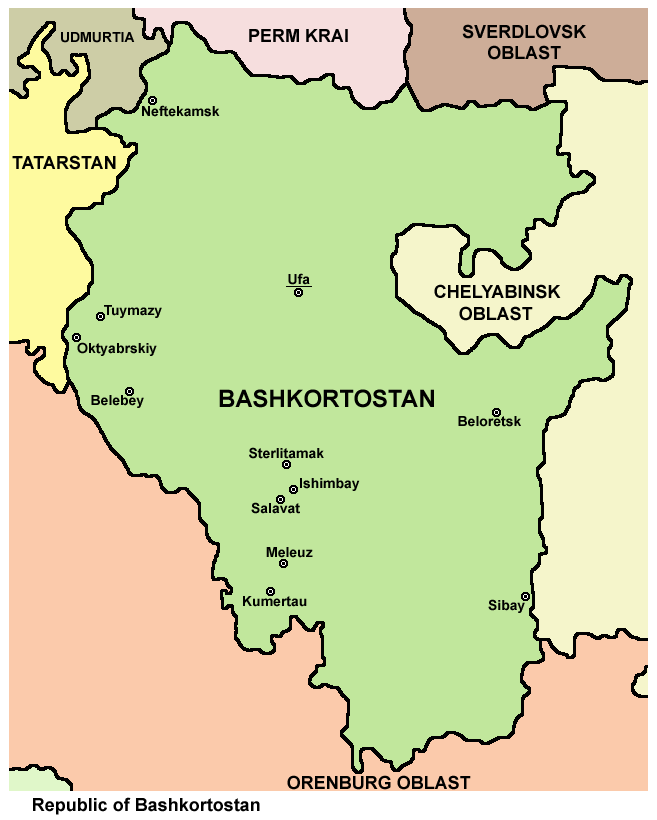

巴什科尔托斯坦共和国（俄语：Республика Башкортостан，羅馬化：Respublika Bashkortostan，俄語發音：[rʲɪsˈpublʲɪkə bəʂkərtɐˈstan]，羅馬化：Bashqortostan Respublikahı），常称巴什基里亚（俄语：Башкирия，羅馬化：Bashkiriya，俄語發音：[bɐʂˈkʲirʲɪjə]}），是俄羅斯聯邦主體之一，屬伏爾加聯邦管區。位於東歐平原東部、烏拉爾山西麓，巴什科爾托斯坦共和國面積約143,000平方公里，占整個俄羅斯面積的0.8％。北邊和彼爾姆邊疆區、斯維爾德洛夫斯克州相鄰，東邊與車里雅賓斯克州接壤，南邊為奧倫堡州，西邊則是韃靼斯坦共和國、西北邊為烏德穆爾特共和國。該共和國從北到南距離約550公里，從東到西約430公里。和莫斯科的直線距離為1,519公里。根據2011年官方統計資料顯示其人口總數為4,064,300人，在俄羅斯83個聯邦主體中排名第七，人口密度為每平方公里28.4人（俄羅斯聯邦的人口密度為每平方公里8.3人）。
巴什科爾托斯坦共和國包含54個行政區，最大的城市烏法是該共和國的行政首府。官方語言為巴什基爾語及俄語。該共和國和其他地區間的交通網路相當發達，除了高速公路之外，其行政中心烏法市和薩馬拉、車里亞賓斯克、奧倫堡、烏里楊諾夫斯克以及俄羅斯其他城市都有鐵路連結。

## 歷史
巴什科爾托斯坦共和國的發展歷史中最早出現的人類是在舊石器時代，隨後到了銅器時代該地區的人口快速的成長，而“巴什基爾”一詞最早出現於西元九世紀。
西元10世紀，伊斯蘭教傳入巴什基爾民族中，14世紀時成為支配該區域的宗教，直到16世紀時該區域被劃歸喀山汗國和西伯利亞汗國。而到了1554-1555年，喀山成為莫斯科公國的勢力範圍，巴什基爾族的族長向莫斯科表示他們是出於自由意志的希望加入莫斯科公國，最後在1865年，烏法州成為俄羅斯帝國的一部分。
在十月革命之後，巴什基尔人建立了自治共和国巴什库尔季斯坦并与俄罗斯国结盟。1919年3月23日，布尔什维克击败该政权并建立巴什基爾蘇維埃社會主義自治共和國。1932年第一次在巴什科爾托斯坦共和國發現石油，到了1943年則在該共和國發現了更多的原油儲量。
在第二次世界大戰中該共和國也扮演相當重要的角色，成為從俄羅斯西部地區撤離的工廠設備中心。而在二次大戰後其機械工業、建築業以及原油業都發展的相當快速。1990年，宣佈擁有主權，但随后撤回声明。1992年，宣佈獨立並改為現名。1994年與俄羅斯聯邦達成協議，共和國留在聯邦之中，但并没有主权。

## 人口
儘管面臨全球金融危機，該國平均工資和收入仍然是增加的。此外對許多弱勢團體也有相對應的社會福利措施，例如：退伍軍人、公共部門的工人、低收入家庭、孤兒和青年，也因為這些政策的改革，讓該共和國的人口狀況有所改善。2010年的人口出生率為16年來首次超過死亡率，成為人口正增長的區域。
| 人口總數                    | 3,962,300 | 4,084,500 | 4,115,200 | 4,066,300 | 4,072,100 | 4,064,300 |
| 男性人口總數                | 1,856,800 | 1,922,000 | 1,931,900 | 1,903,400 | 1,903,700 | 1,900,400 |
| 女性人口總數                | 2,105,500 | 2,162,500 | 2,183,300 | 2,162,900 | 2,168,400 | 2,163,900 |
| 出生率                      | 16.2‰     | 11.2‰     | 10.1‰     | 10.8‰     | 14.0‰     | 13.8‰     |
| 死亡率                      | 9.7‰      | 12.7‰     | 13.0‰     | 14.2‰     | 13.4‰     | 13.4‰     |
| 自然增加率                  | 6.5‰      | -1.5‰     | -2.9‰     | -3.4‰     | 0.6‰      | 0.4‰      |
| 平均壽命                    | 70.53     | 66.18     | 66.7      | 66.59     | 68.89     | 69.04     |
| 男性平均壽命                | 65.21     | 59.87     | 60.28     | 60.41     | 63.06     | 63.13     |
| 女性平均壽命                | 75.23     | 72.8      | 73.6      | 73.29     | 74.95     | 75.17     |
| 1 資料來源:俄羅斯聯邦統計局 |           |           |           |           |           |           |

### 民族構成
根據2010年人口普查統計資料顯示，居住在巴什科爾托斯坦共和國的民族主要以俄羅斯族為主，佔所有人口中的36.1％，其次是巴什基爾族：29.5％、韃靼族25.4％、楚瓦什族2.7％、馬里族：2.6％、烏克蘭族：1.0％、烏德穆爾特族：0.5％、摩爾多瓦族：0.5％、其他民族：1.7％
歷年人口普查數據如下表：
| 俄羅斯族                       | 1,418,147 | 42.4% | 1,546,304 | 40.5% | 1,547,893 | 40.3% | 1,548,291 | 39.3% | 1,490,715 | 36.3% | 1,432,906 | 36.1% |
| 巴什基爾族                     | 737,744   | 22.1% | 892,248   | 23.4% | 935,800   | 24.3% | 863,808   | 21.9% | 1,221,302 | 29.8% | 1,172,287 | 29.5% |
| 韃靼族                         | 768,566   | 23.0% | 944,505   | 24.7% | 940,436   | 24.5% | 1,120,702 | 28.4% | 990,702   | 24.1% | 1,009,295 | 25.4% |
| 楚瓦什族                       | 109,970   | 3.3%  | 126,638   | 3.3%  | 122,344   | 3.2%  | 118,509   | 3.0%  | 117,317   | 2.9%  | 107,450   | 2.7%  |
| 馬里族                         | 93,902    | 2.8%  | 109,638   | 2.9%  | 106,793   | 2.8%  | 105,768   | 2.7%  | 105,829   | 2.6%  | 103,658   | 2.6%  |
| 烏克蘭族                       | 83,594    | 2.5%  | 76,005    | 2.0%  | 75,571    | 2.0%  | 74,990    | 1.9%  | 55,249    | 1.3%  | 39,875    | 1.0%  |
| 其他民族                       | 129,686   | 3.9%  | 122,737   | 3.2%  | 115,363   | 3.0%  | 111,045   | 2.8%  | 118,856   | 2.9%  | 109,249   | 2.7%  |
| 1 資料來源: 俄羅斯人口普查網站 |           |       |           |       |           |       |           |       |           |       |           |       |

## 行政區劃分
巴什科爾托斯坦共和國行政區劃分為54個區、9個區屬城市、14個鎮和818個農村行政管理機構，行政首府烏法同時也是該共和國的城市中人口最多的城市，其他人口大城如下表。
| 层次                | 行政模式                                                               | 自治体模式                   |
| ------------------- | ---------------------------------------------------------------------- | ---------------------------- |
| 上层 （联邦主体辖） | - 1 封闭区（ЗАТО） - 8 共和国辖市（Город республиканского значения） - 7 市辖区（Городской район）- 乌法市 - 54 地区（Административный район） | - 9 市（） - 54 地区（Муниципа́льный район）     |
| 下层 （地区辖）     | - 12 地区辖市（Город районного значения） - 2 劳动乡（Рабочий посёлок） - 818 委员会（Совет）                      | - 14 乡镇（Городское поселение） - 818 村庄（Сельское поселение） |

### 人口大城TOP12

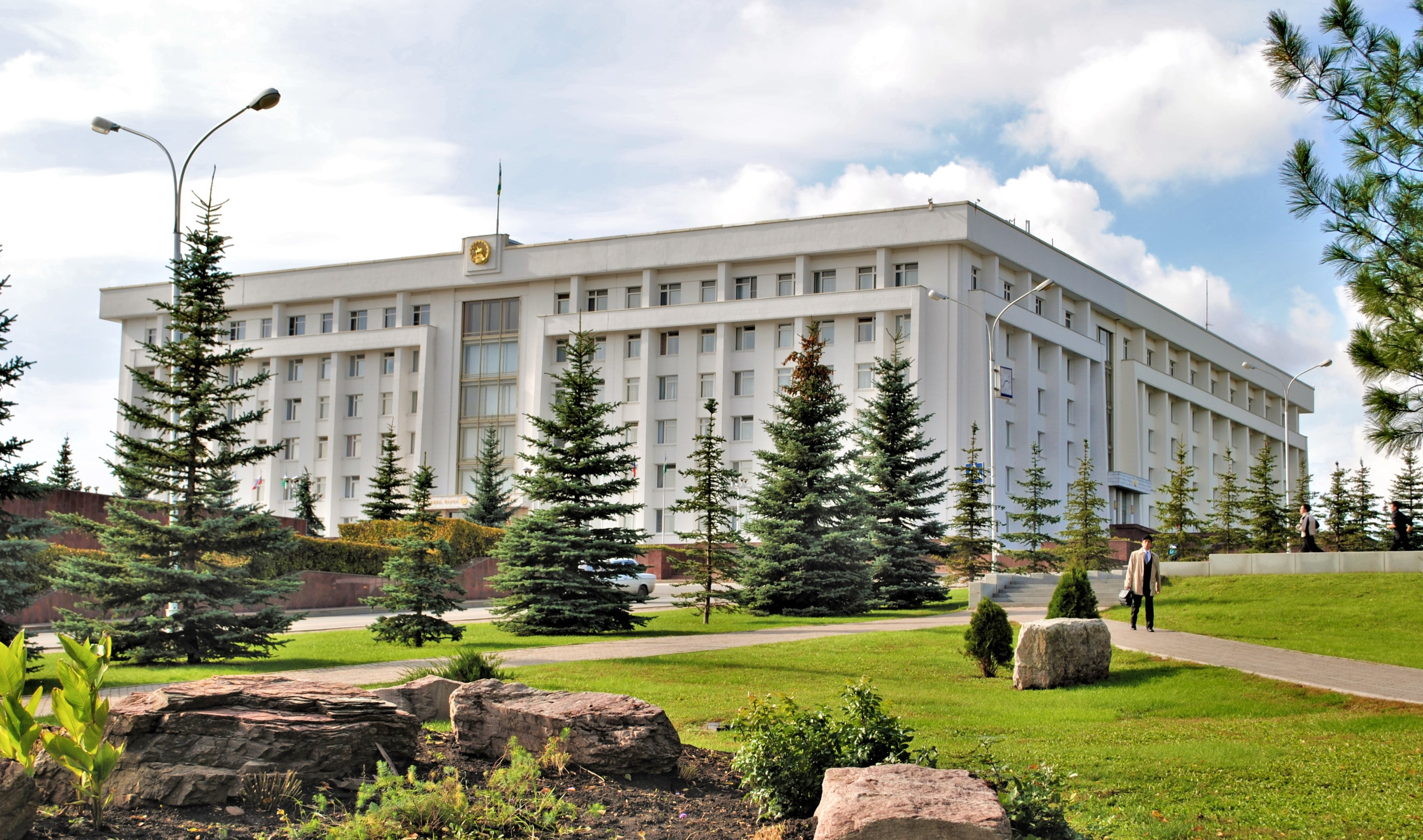
巴什基爾白宮

| 烏法                        | 1072,300 |
| 斯捷爾利塔馬克              | 274,400  |
| 薩拉瓦特                    | 155,500  |
| 涅夫捷卡姆斯克              | 122,800  |
| 十月鎮                      | 110,700  |
| 別洛列茨克                  | 68,400   |
| 圖伊馬濟                    | 66,900   |
| 伊希姆拜                    | 66,100   |
| 錫拜                        | 62,900   |
| 庫梅爾套                    | 62,400   |
| 梅列烏茲                    | 60,500   |
| 別列別伊                    | 59,900   |
| 1 資料來源:俄羅斯聯邦統計局 |          |

## 天然資源
在巴什科爾托斯坦共和國自然資源豐富，境內有超過3000種的礦產資源，是俄羅斯聯邦礦產資源富含最多的地區之一。其主要的天然資源為石油、天然氣、鉻、煤礦、有色金屬和鐵礦、錳、非鐵金屬和非金屬礦石，同時也有許多珍貴的寶石原石礦脈在該共和國。也由於該共和國的礦產豐富，因此泉水中也含有豐富的礦物質，因此泉水亦成為巴什科爾托斯坦共和國的重要天然資源之一。此外，由於這裡森林廣袤，因此木材的產量也是相當豐富，巴什科爾托斯坦共和國的領土中有1/3，約62,000平方公里的稀有木材。

## 經濟
巴什科爾托斯坦共和國是俄羅斯聯邦中地區生產毛額、工業、農業都相當發達的區域，該共和國身為俄羅斯聯邦最大的工業生產中心之一，其經濟發展十分具有多樣性。每年石油產量約為2,600萬噸，提供整個國家約17％的石油和15％的柴油產量。其他像是酒類、農藥及塑膠的製造在該共和國的製造業方面也佔有一席之地，此外，有一半以上的工業中心都集中在巴什科爾托斯坦共和國的行政中心烏法，2010年的地區生產毛額為7,575億7,000萬盧布。
| 地區生產毛額(百萬盧布)      | 505206 | 590054 | 743133 | 647912 | 757570 |
| 居民平均生產毛額(盧布)      | 124440 | 145544 | 183169 | 159429 | 186121 |
| 和前一年度相比之成長比率    | 8.5%   | 9.5%   | 7.7%   | -1%    | 5.2%   |
| 1 資料來源:俄羅斯聯邦統計局 |        |        |        |        |        |

### 生活水準
2011年巴什科爾托斯坦共和國的居民每月平均薪資為19029.8盧布(全俄羅斯的每月平均薪資為23369.2盧布), 根據最新的資料顯示,2012年該共和國的每月平均薪資有所成長,達到20458.6盧布(全俄羅斯每月平均薪資為27600盧布)
| 居民月平均薪資(盧布)        | 11072.8 | 14245.4 | 16124.8 | 17498.9 | 19029.8 |
| 居民月平均支出(盧布)        | 8954.6  | 11820.6 | 12763.6 | 13916.4 | 15742.7 |
| 退休居民月平均退休金(盧布)  | 11027.1 | 14084.1 | 14951.0 | 16377.7 | 18397.0 |
| 1 資料來源:俄羅斯聯邦統計局 |         |         |         |         |         |

### 農業
農業部分包含農作物和畜牧業。農作物方面主要種植小麥、黑麥、大麥、燕麥、向日葵。畜牧業方面除了養牛及生產乳製品外，該共和國的豬、綿羊、家禽類、馬、以及蜜蜂的飼養也有相當程度的發展。巴什科爾托斯坦共和國的蜂蜜在俄羅斯是享譽盛名的。

### 工業
巴什科爾托斯坦共和國最重要的工業為原油提煉，佔所有工業的23％，以及石油加工業，佔所有工業的20％，另外化學以及石化工業佔16％，能源佔13％。
另外在邱普基爾德鎮設有風力發電實驗站，而在另一個城鎮阿吉代爾則設有核能發電廠，除此之外，該共和國的林木業也相當發達，而最大的區域工業中心則是設立在烏法、斯捷爾利塔馬克、薩拉瓦特、涅夫捷卡姆斯克、圖伊馬濟、十月鎮、別洛列茨克等大城市，主要發展機械製造工業以及金屬加工業。

### 對外貿易
巴什科爾托斯坦共和國和90個國家都有對外經貿關係，其中最大的貿易夥伴是乌克兰，此外捷克、英國、哈薩克斯坦、荷蘭、中國大陆、意大利、德國、芬蘭也是重要贸易对象
2011年巴什科爾托斯坦共和國的外貿總額為116億6,270萬美元，其中出口總額為107億2,300萬美元，和2010年相比成長了112.3％；進口總額為9億3,970萬美元，和2010年相比成長了51.1％。

### 外國直接投資
巴什科爾托斯坦共和國的經濟增長的重要動力就是積極的改善其投資環境,藉以吸引大量的外資,2012年巴什科爾托斯坦共和國得到來自23個國家的外國直接投資,總金額達5億9,650萬美元。
下表另外除了顯示2007到2012年的外國直接投資總額之外,也分別列出該年度外國投資總額中直接投資、間接組合、其他投資的金額。
巴什科爾托斯坦共和國的外國投資比例(2012)
| 外國投資總額(單位:千美元)               | 319617.1 | 178004.6 | 169248.6 | 506846.2 | 313564.4 | 596506.6 |
| 直接投資(單位:千美元)                   | 125154.5 | 105448.1 | 68674.7  | 61652.5  | 92863.2  | 61231.5  |
| 間接投資(單位:千美元)                   | 3952.7   | 3605.9   | 16271.4  | 10045.2  | 14793.4  | 8654.8   |
| 其他投資(單位:千美元)                   | 190509.9 | 68950.6  | 84302.5  | 435148.5 | 205907.8 | 526620.3 |
| 1 資料來源:巴什科爾托斯坦共和國官方網站 |          |          |          |          |          |          |

## 宗教
巴什科爾托斯坦共和國的宗教信仰比例 (2012)
由於巴什基爾族和韃靼族主要信奉的宗教為伊斯蘭教，而這兩個民族在巴什科爾托斯坦共和國的民族構成中佔了一半以上，因此該共和國最主要的宗教為伊斯蘭教，而大部分的俄羅斯族、楚瓦什族與烏克蘭族則是信奉東正教，大部分的馬里族的信仰為該民族自己的傳統信仰。此外，該共和國中約有13,000名猶太人，在行政中心烏法市也有猶太教堂，在2008年烏法市還設立了新的猶太社區中心。
根據2012年的官方調查顯示，巴什科爾托斯坦共和國的人口中有38％為穆斯林，25.2％的俄羅斯東正教徒，3％為無派系的基督徒，1％隸屬於其他東正教，2％為斯拉夫新異教徒（馬里民族的傳統信仰屬之），除此之外，有15％的人為自然崇拜而非信仰任何宗教，8％為無神論者，剩下7.8％的人則是信仰其他宗教或者是在當時的問卷調查中沒有表達任何意見。